# Покровка (Сладковський район)
Покро́вка (рос. Покровка) — присілок у складі Сладковського району Тюменської області, Росія.
Населення — 240 осіб (2010, 311 у 2002).
Національний склад станом на 2002 рік:
- росіяни — 91 %